# Руслан
Русла́н — мужское русское личное имя, тюркского происхождения. Имя используется многими нациями и народами, распространено в России и других странах СНГ. Имеет женскую форму Руслана.

## Происхождение
Согласно наиболее распространённой и признанной версии, имя Руслан имеет древние восточные корни: оно происходит от тюркского имени Арслан/Аслан, обозначающего «лев». В результате тесного общения Киевской Руси с тюркскими соседями имя перешло к русским, став нередким в формах Еруслан (герой русских народных сказок), Руслан (русский витязь из поэмы Пушкина).
Имя Еруслана Лазаревича является производной формой имени Руслан. Иные же исследователи считают, что усеченное «Руслан» является производной формой «Еруслан» в виду более раннего заимствования последнего.
Ученые полагают, что имя Руслан широко вошло в употребление благодаря поэме А. С. Пушкина «Руслан и Людмила» (1820). Если в XIX веке имя было только литературным, то после революции 1917 года оно закрепилось в качестве официального на советском и, как следствие, на постсоветском пространстве.
Распространённое имя у казахов.